# Strophanthus gracilis
Strophanthus gracilis är en oleanderväxtart som beskrevs av Karl Moritz Schumann och Pax. Strophanthus gracilis ingår i släktet Strophanthus och familjen oleanderväxter. Inga underarter finns listade i Catalogue of Life.